# Quarter (mynt)
25-centsmynt eller quarter är ett mynt i USA med värdet 25 cent. Den består av 91,67% koppar och 8,33% nickel.  Framsidan visar ett porträtt av George Washington och baksidan har i modernare varianter ett motiv per delstat.